# 佩斯喬拉峰
46°31′29.2″N 8°28′39.7″E / 46.524778°N 8.477694°E

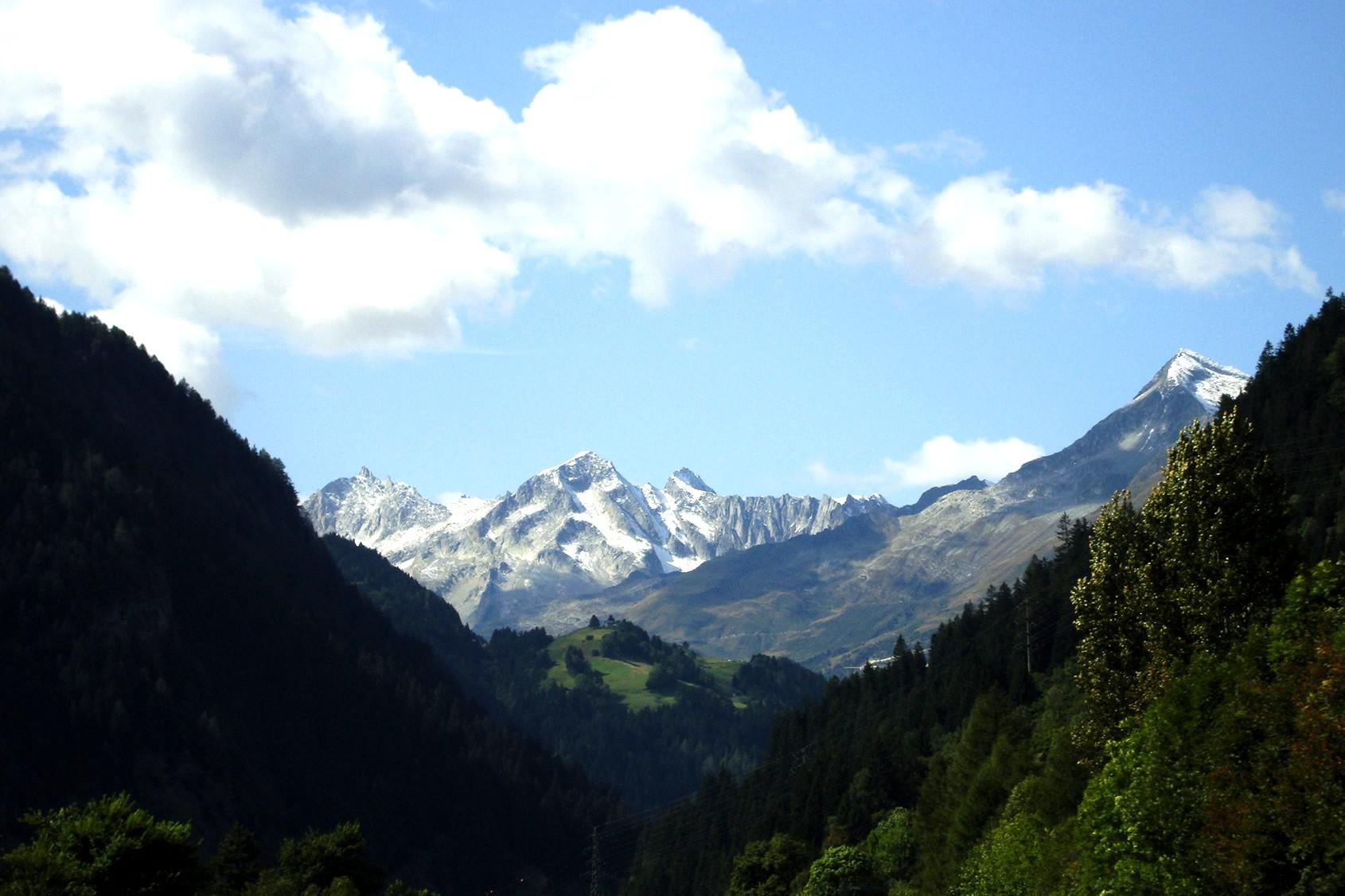

佩斯喬拉峰（Pizzo Pesciora），是瑞士的山峰，位於該國南部，由提契諾州和瓦萊州負責管轄，屬於勒蓬廷阿爾卑斯山脈的一部分，處於貝德雷托以北，海拔高度3,120米。

## 外部連結
- Pizzo Pesciora on Summitpost （页面存档备份，存于）
- Pizzo Pesciora on Hikr （页面存档备份，存于）